# デーオガル-アガルタラ急行
デーオガル-アガルタラ急行（英語: Deoghar–Agartala Weekly Express）は、インド鉄道が運営する急行列車の1つ。デーオガルとアガルタラの間を運行しており、2018年から営業運転を開始した。

## 概要
2018年7月6日に出発式が行われ、7月14日から本格的な営業運転を開始した急行列車。インド北東部の列車による接続を強化する目的で設定されており、デーオガルのデーオガル・ジャンクション駅とアガルタラのアガルタラ駅の間、1,473 kmを34時間15分かけて走行する夜行列車である。運行頻度は週1往復で、デーオガル始発の列車は毎週月曜日、アガルタラ始発の列車は毎週土曜日に始発駅を出発する。
使用される客車は2024年以降安全性や快適性を高めたLHB客車に変更されており、以下の車種で編成が構成されている。
- 冷房三段寝台車（Third AC）：5両
- 非冷房三段寝台車（Sleeper）：10両
- 非冷房二等座席車（Second Class）：3両
- 厨房車（Pantry Car）：1両
- 電源車（Power Car）：2両